# Stiven Raider
Stiven Raider (Tallinn, 4 december 2001) is een Estisch voetballer die speelt als doelman voor de Estische ploeg JK Kalev Tallinn.

## Carrière
Raider speelde voor de jeugdploegen van verschillende Estische ploegen waaronder FC Maardu, Tallinna SK Everest en JK Kalev Tallinn. Voor de laatste ploeg maakte hij zijn debuut in 2017.